# Łuskwiak karbowany

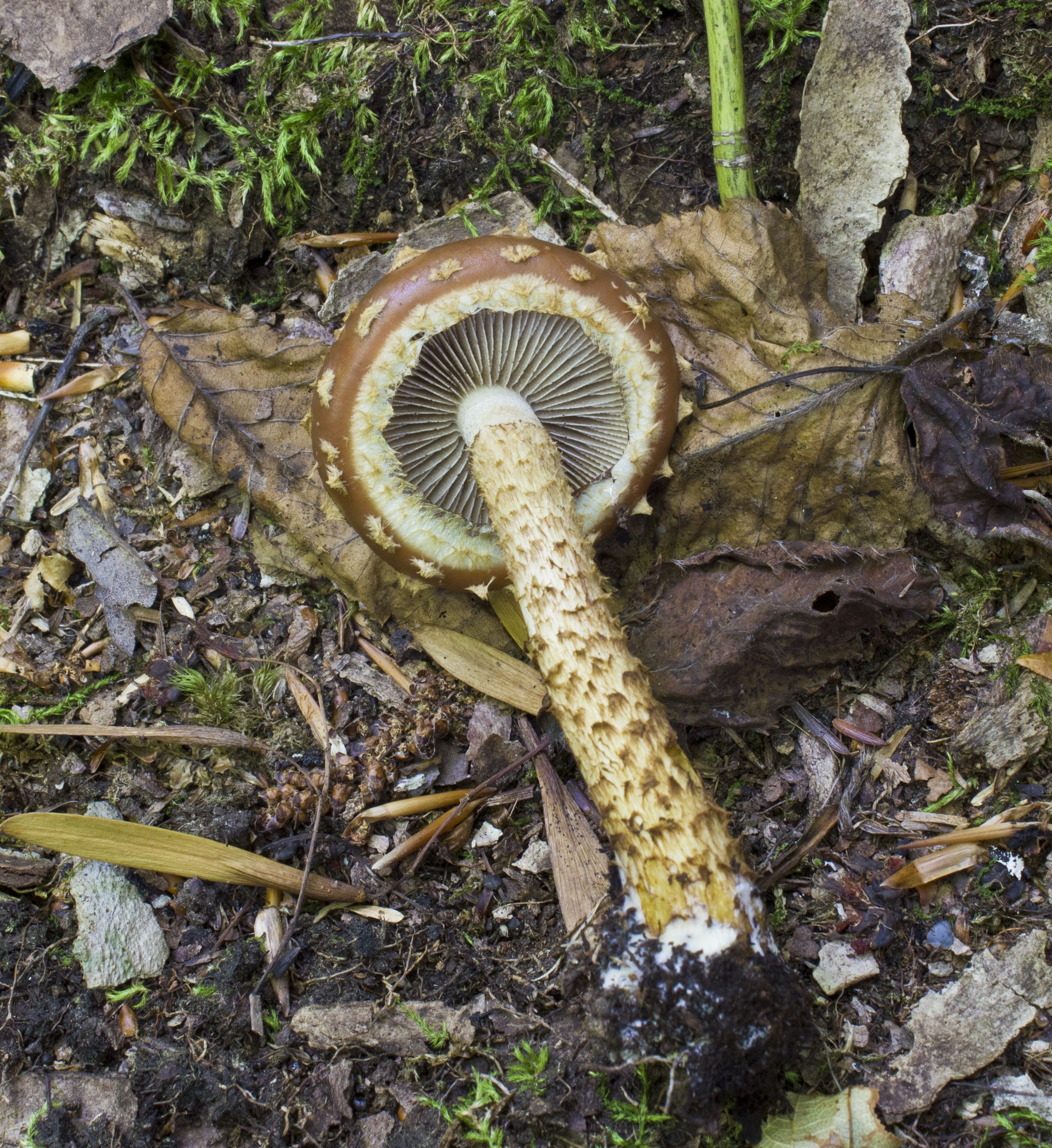

Łuskwiak karbowany (Hemistropharia albocrenulata (Peck) Jacobsson & E. Larss.) – gatunek grzybów należący do rodziny pierścieniakowatych (Strophariaceae).

## Systematyka i nazewnictwo
Pozycja w klasyfikacji według Index Fungorum: Hemistropharia, Tubariaceae, Agaricales, Agaricomycetidae, Agaricomycetes, Agaricomycotina, Basidiomycota, Fungi.
Po raz pierwszy takson ten zdiagnozował w 1873 roku Charles Horton Peck, nadając mu nazwę Agaricus albocrenulatus. Obecną, uznaną przez Index Fungorum nazwę nadał mu w 2007 r. E. Larssen.
Ma 11 synonimów. Niektóre z nich:
- Dryophila albocrenulata (Peck) Malençon & Bertault 1970
- Hemipholiota albocrenulata (Peck) Romagn. 1980
- Pholiota albocrenulata (Peck) Sacc. 1887
- Stropharia albocrenulata (Peck) Kreisel 1964[2].

W 1983 r. Barbara Gumińska i Władysław Wojewoda podali polską nazwę pierścieniak karbowany, w 2003 r. W. Wojewoda zarekomendował nazwę łuskwiak karbowany. Obydwie są niespójne z aktualną nazwą naukową.

## Morfologia
Kapelusz
Średnica 2,5–12 cm, u młodych osobników wypukły do szerokostożkowego, potem rozszerzający się do tępo garbkowanego lub prawie płaskiego. Brzeg nieprążkowany i często z resztkami osłony. Powierzchnia kleista do lepkiej, po wyschnięciu błyszcząca, pomarańczowa do głęboko żelazistej i nawet ciemnowinnobrązowa z brązowymi, włóknistymi łuskami będącymi pozostałością osłony. Łuski te po wyschnięciu bledną.
Blaszki grzyba
Przyrośnięte do zbiegających lub wyciętych ząbkiem, czasami zaokrąglone, gęste, bardzo szerokie, początkowo białawe, potem przechodzące w szarawe i rdzawo-umbrowe. Ostrza ząbkowane i oprószone białymi grudkami.
Trzon
Wysokość 3–15 cm, grubość 0,5–1,5 cm, mniej więcej cylindryczny, włóknisty, początkowo pełny, potem pusty, przy podstawie ciemnobrązowy, w górnej części szarawy, pokryty z brązowymi łuskami aż do pierścienia, wierzchołek oprószony.
Miąższ
Gruby, blady, bez wyraźnego zapachu i smaku.
Cechy mikroskopowe
Podstawki 4-zarodnikowe, 30–36 × 7–9 μm, wąsko maczugowate, w KOH szkliste, w odczynniku Melzera bladożółtawe. Pleurocystyd brak. Cheilocystydy liczne, 43–75 × 4–9 μm, cylindryczne z pogiętymi, czasami główkowatymi szypułkami, cienkościenne, gładkie z jednorodną zawartością. Kaulocystydy podobne, ale o długości do 100 μm lub więcej, z zawartością w KOH żółtawą i jednorodną. Zarodniki 10–18 × 5,5–8,5 μm, gładkie, o ścianach grubości 1–1,5 μm (w stanie dojrzałym), w widoku z przodu prawie wrzecionowate, z profilu mniej więcej nierównoboczne, w KOH ciemno cynamonowe. Trama blaszek zbudowana z niemal równoległych, bardzo wydłużonych i szerokich (5–12 μm), cienkościennych, gładkich i szklistych w KOH strzępek. Subhymenium zbudowane z wąskich, szklistych, cienkościennych strzępek w galaretowatej substancji. Skórka kapelusza ma grubość do 200 μm i zbudowana jest ze szklistych do żółtawych, wąskich, galaretowatych i splątanych strzępek. Wszystkie strzępki nieamyloidalne. Sprzążki obecne.

## Występowanie i siedlisko
Występuje w Ameryce Północnej, Europie i Azji. W. Wojewoda w 2003 r. przytoczył 7 stanowisk w Polsce, nowsze stanowiska podano także w późniejszym piśmiennictwie naukowym. Wiele aktualnych stanowisk podaje internetowy atlas grzybów. Znajduje się na Czerwonej liście roślin i grzybów Polski. Ma status E – gatunek wymierający, którego przeżycie jest mało prawdopodobne, jeśli nadal będą działać czynniki zagrożenia.
Saprotrof występujący w lasach liściastych i mieszanych. Rozwija się na martwym drewnie, zwłaszcza jodły, buka i topoli.